# Protodufourea parca
Protodufourea parca är en biart som beskrevs av Timberlake 1955. Protodufourea parca ingår i släktet Protodufourea och familjen vägbin. Inga underarter finns listade i Catalogue of Life.